# Augustin Bata
Augustin Bata (22 de mayo de 1980) es un deportista francés que compitió en taekwondo. Ganó dos medallas de plata en el Campeonato Europeo de Taekwondo, en los años 2010 y 2012.

## Palmarés internacional
| Campeonato Europeo | Campeonato Europeo       | Campeonato Europeo | Campeonato Europeo |
| Año                | Lugar                    | Medalla            | Categoría          |
| ------------------ | ------------------------ | ------------------ | ------------------ |
| 2010               | San Petersburgo (Rusia)  | Medalla de plata   | –87 kg             |
| 2012               | Mánchester (Reino Unido) | Medalla de plata   | –87 kg             |